# Шарлотта Маккінні
Шарлотта Маккінні (англ. Charlotte McKinney; нар. 6 серпня 1993, Орландо, США) — американська фотомодель та акторка.

## Біографія
Народилася 6 серпня 1993 року в сім'ї Террі та Сьюзан Маккінні. У неї є старша сестра на ім'я Гарланд. У дитинстві страждала від дислексії, що служило приводом для численних глузувань серед ровесників.
2006 року юна Маккінні з'явилася в одному з епізодів телесеріалу «Лікарі». У 17-річному віці Шарлотта покинула навчання в школі, вирішивши спробувати свої сили в модельному бізнесі. Проте безуспішно. Славу їй принесла соціальна мережа Instagram. На гарну дівчину з пишними формами стали звертати увагу модельні агенції та глянцеві журнали, Шарлотта потрапила навіть на сторінки Esquire. Незабаром Маккінні взяла участь у кількох рекламних кампаніях модного бренду Guess і уклала контракт із агентством Wilhelmina Models.
У січні 2015 року в Мережі з'явився рекламний ролик Carl's Jr. All Natural Burger, де оголена Шарлотта Маккінні зіграла роль поїдательки бургерів. Цей же ролик демонструвався в рамках чергового Super Bowl.
У лютому того ж року Шарлотта взяла участь у новому сезоні шоу «Танці зі зірками» (США). Партнером актриси та моделі став професійний танцюрист Кеокайнтсе Моцепе.
Знялася у фільмі Фреда Вульфа «Пригоди Джо Грязнулі 2», таким чином дебютувавши і в кіно. У 2017 році на світові екрани вийшов фільм Нільса Ардена Оплева «Коматозники», де Шарлотта теж має роль.
Саму себе Шарлотта називає «спокусливою красунею з великими цицьками» . За значні форми Шарлотту часто порівнюють з Кейт Аптон.
Шарлотту пов'язують романтичні стосунки з актором Стівеном Дорффом.

## Фільмографія
| Рік  |    | Українська назва       | Оригінальна назва           | Роль                                         |
| ---- | -- | ---------------------- | --------------------------- | -------------------------------------------- |
| 2006 | с  | Лікарі                 | Doctors                     | Дженні Ніббс (Епізод: "Young at Heart")      |
| 2007 | кф | Щоденник Томмі Кріспа  | The Diary of Tommy Crisp    | К'янті                                       |
| 2007 | тф | Пороги                 | Thresholds                  | Клер                                         |
| 2015 | с  | Доктор Фостер          | Doctor Foster               | медсестра                                    |
| 2015 | ф  | Пригоди Джо Замазури 2 | Joe Dirt 2: Beautiful Loser | Міссі                                        |
| 2015 | с  | Зворотній бік          | Inside Edition              | камео                                        |
| 2016 | ф  | Пізня квітка           | The Late Bloomer            | приваблива пацієнтка                         |
| 2016 | с  | Ліпсінк Батл           | Lip Sync Battle             | камео (Епізод: "Олівія Манн vs. Кевін Гарт") |
| 2017 | ф  | Рятувальники Малібу    | Baywatch                    | Джулія                                       |
| 2017 | ф  | Коматозники            | Flatliners                  | медсестра                                    |
| 2019 | с  |                        | Historical Roasts           | Мері Остін (Епізод: "Freddie Mercury")       |
| 2020 | ф  | Острів фантазій        | Fantasy Island              | Честиті (Доброчесність)                      |
| 2020 | ф  | Гостьовий будинок      | Guest House                 | Дженні                                       |
| 2020 | ф  | Аргумент               | The Argument                | Актор Ліза                                   |
| 2020 | с  | Незламна Кіммі Шмідт   | Unbreakable Kimmy Schmidt   | камео (Епізод: "Kimmy vs the Reverend")      |
| 2021 | ф  | Фобії                  | Phobias                     | Роза                                         |
| 2023 | ф  |                        | Miami Bici 2                | Келлі                                        |

## Музичні кліпи
| Рік  | Назва пісні       | Гурт, співак, співачка   |
| ---- | ----------------- | ------------------------ |
| 2015 | «Punching Bag»    | Akillezz                 |
| 2015 | «Can It Be You?»  | North of Mine            |
| 2015 | «Might Not»       | Belly разом з The Weeknd |
| 2016 | «I'm Not the One» | Піт Йорн                 |
| 2016 | «Body Moves»      | DNCE                     |